# Moraleja de Enmedio
Moraleja de Enmedio és un municipi de la Comunitat Autònoma de Madrid. Limita amb Móstoles, Fuenlabrada, Humanes de Madrid, Arroyomolinos, Batres, Serranillos del Valle, i Griñón.

## Història
Existia ja en el segle xii, data que s'esmenta la seva existència en un document sobre plets territorials de la ciutat de Segòvia. En aquest es parla de dues localitats veïnes, actualment despoblades, anomenades Moralidad La Major i Moralidad dels Buyeros, que expliquen el cognom 'de Enmedio'. Sota jurisdicció, primer, de Segòvia i després de Toledo, en 1757 passa a pertànyer definitivament a la província de Madrid.